# Josse Mertens de Wilmars
Joseph (Josse) Marie Honoré Charles baron Mertens de Wilmars (Sint-Niklaas, 22 juni 1912 - Antwerpen, 1 augustus 2002) was een Belgisch politicus voor  de CVP en voorzitter van het Europees Hof van Justitie.

## Levensloop
Josse Mertens was een kleinzoon van brouwer Henri Mertens (1851-1920), senator en burgemeester van Kruibeke, en van Marie-Josèphe Erix (1851-1926). Hij was een zoon van hoogleraar Albert Mertens (1879-1947) en van Jeanne Meert (1888-1964). Samen met zijn vier broers Henri Mertens (1910-1999), André Mertens (1914-2010), Jacques Mertens (1917-1986) en Charles Mertens (1921-1994) en met hun oom hoogleraar scheikunde Eugène Mertens (1889-1970) verkreeg hij in 1950 het recht hun familienaam te mogen wijzigen in Mertens de Wilmars. In 1967 (in 1955 voor wat Eugène betreft) verkregen ze opname in de erfelijke adelstand. In 1985 werd aan Josse de persoonlijke titel van baron verleend. Hij trouwde met Elisabeth Van Ormelingen (1915-2008), dochter van senator Auguste Van Ormelingen, en ze kregen zeven kinderen, waaronder diplomaat Vincent Mertens de Wilmars.
Hij promoveerde tot doctor in de rechten (1934) en tot doctor in de politieke en diplomatieke wetenschappen (1945) aan de Katholieke Universiteit Leuven. Hij vestigde zich als advocaat in Antwerpen en specialiseerde zich in administratief recht. 
Tijdens de Tweede Wereldoorlog was Mertens officier in het Belgisch leger en lange tijd krijgsgevangene. 
Hij werd driemaal volksvertegenwoordiger voor de CVP, telkens in opvolging van leden voor wie hij als plaatsvervanger was verkozen:
- van 1 april 1952 tot in 1954, in opvolging van François-Xavier van der Straeten Waillet,
- van 7 mei 1957 tot in 1958, in opvolging van Hendrik Marck,
- in november 1958 tot in 1961, in opvolging van Albert Verlackt.

Hij doceerde administratief recht in Antwerpen en aan de Katholieke Universiteit Leuven.
In 1967 werd hij rechter bij het Europees Hof van Justitie en was voorzitter van deze instelling van 1980 tot 1984.
Hij was verder ook nog:
- assessor bij de Raad van State,
- lid van de Inrichtende Macht van de Katholieke Universiteit Leuven,
- lid van de kerkfabriek van de parochie Kristus-Koning van Antwerpen,
- lid van de Kapel van het Heilig Sacrament van de Onze-Lieve-Vrouwekathedraal van Antwerpen.

## Publicaties
- Le fondement juridique des lois de pouvoirs spéciaux, Brussel, 1945.
- La nomination et la démission des ministres, 1947.
- Granvelle of de Richelieu der Nederlanden, 1947.
- Groeiend Europa, 1954.
- Naast de Grondwetsherziening, 1954.
- Parlementaire democratie en partijen, 1956.
- Het programma van de CVP, 1957.
- De rechtsbescherming in de Europese Gemeenschappen, 1963.